# Lumbrein
Lumbrein foi uma comuna da Suíça, no Cantão Grisões, com cerca de 435 habitantes. Estendia-se por uma área de 37,83 km², de densidade populacional de 11 hab/km². Confinava com as seguintes comunas: Obersaxen, Sankt Martin, Sumvitg, Vals, Vignogn, Vrin.
A língua oficial nesta comuna é o Romanche.

## História
Em 1 de janeiro de 2013, passou a formar parte da nova comuna de Lumnezia.